# Маранизе (Катанцаро)
Маранизе је насеље у Италији у округу Катанцаро, региону Калабрија.
Према процени из 2011. у насељу је живело 163 становника. Насеље се налази на надморској висини од 611 м.